# Hibiscus peruvianus
Hibiscus peruvianus là một loài thực vật có hoa trong họ Cẩm quỳ. Loài này được R.E.Fr. mô tả khoa học đầu tiên năm 1947.